# Konventionen om sjömäns anställningsavtal
Konventionen om sjömäns anställningsavtal (ILO:s konvention nr 22 angående sjömäns anställningsavtal, Convention concerning Seamen's Articles of Agreement) är en konvention som antogs av Internationella arbetsorganisationen (ILO) den 24 juni 1926 i Genève. Konventionen ställer upp ett antal regler för sjömäns anställningsavtal, exempelvis att varje sjöman ska få ett fysiskt dokument som intygar avtalet. Konventionen består av 23 artiklar.

## Ratificering
Konventionen har ratificerats av 60 stater, varav 27 har sagt upp den i efterhand. De länder som har ratificerat och inte sagt upp konventionen är:
| Argentina               |
| Bangladesh              |
| Belize                  |
| Brasilien               |
| Bulgarien               |
| Chile                   |
| Kina                    |
| Colombia                |
| Kuba                    |
| Djibouti                |
| Dominikanska republiken |
| Egypten                 |
| Estland                 |
| Indien                  |
| Irak                    |
| Irland                  |
| Italien                 |
| Japan                   |
| Mauretanien             |
| Mexiko                  |
| Montenegro              |
| Burma                   |
| Nya Zeeland             |
| Nicaragua               |
| Pakistan                |
| Papua Nya Guinea        |
| Peru                    |
| Portugal                |
| Rumänien                |
| Seychellerna            |